# Gare de Trübbach
La gare de Trübbach (en allemand Bahnhof Trübbach) est une gare ferroviaire suisse de la ligne de Sargans à Rorschach, située au village de Trübbach sur le territoire de la commune de Wartau, circonscription électorale de Werdenberg dans le canton de Saint-Gall. 
Elle est fermée en 2013, par les Chemins de fer fédéraux suisses (CFF).

## Situation ferroviaire
Établie à 479 mètres d'altitude, la gare de Trübbach est située au point kilométrique (PK) 4,30 de la ligne de Sargans à Rorschach (no 880), entre les gares de Sargans et de Wartau.

## Histoire
Gare est fermée par les Chemins de fer fédéraux suisses (CFF), elle n'est plus présente sur l'horaire 2013 du Réseau express régional saint-gallois (en allemand, S-Bahn St. Gallen).

## Service des voyageurs
Gare fermée au service des voyageurs.

## Patrimoine ferroviaire
Un ancien bâtiment voyageurs est présent sur le site de la gare.